# 군위휴게소

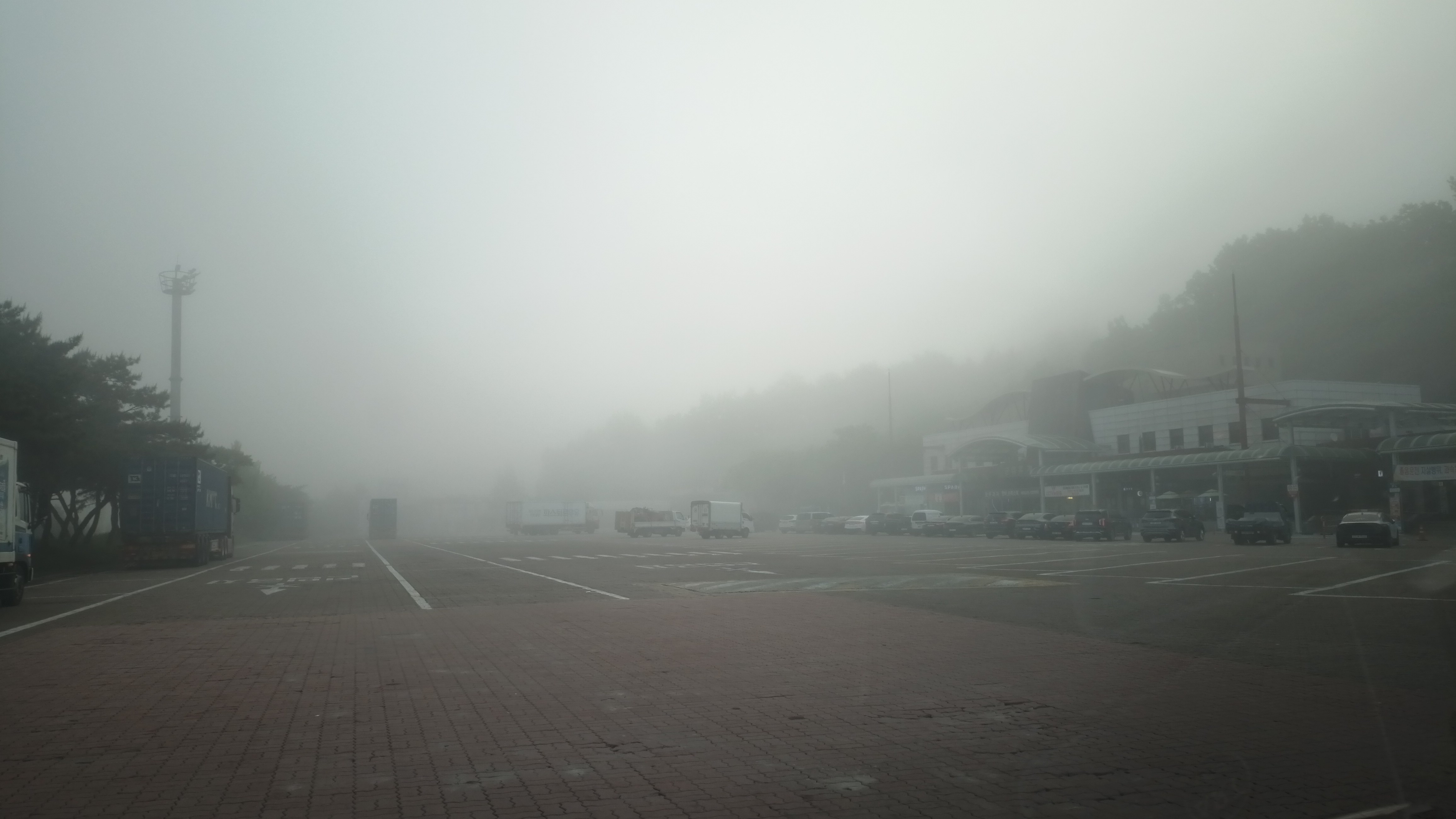
안개 속 군위휴게소

군위휴게소(軍威休憩所, Gunwi Service Area)는 대구광역시 군위군 군위읍 춘천방향 휴게소의 주소는 대구광역시 군위군 군위읍 경북대로 4084, 부산방면에 위치한 휴게소는 대구광역시 군위군 군위읍 경북대로 4082이다. 중앙고속도로의 휴게소이다. 양방향 휴게소가 존재한다.

### 시설 (춘천방향)
- 주차장
- 휴게소 내 편의시설 : 수유실
- 브랜드 매장 : 할리스 커피
- 편의점
- 종합안내소
- 현금 자동 입출금기
- 주유소 : EX-OIL, SK에너지(LPG충전소)
- 전기차 충전소

### 시설 (부산방향)
- 주차장
- 편의점
- 휴게소 내 편의시설 : 수유실
- 군위군 농산품판매장
- 현금 자동 입출금기
- 주유소 : EX-OIL, HD현대오일뱅크(LPG충전소)
- 전기차 충전소

## 전후
춘천 방향
- 군위 나들목 ← 군위휴게소 ← 의성 나들목
- 동명휴게소 ← 군위휴게소 ←  안동휴게소

부산 방향
- 군위 나들목 → 군위휴게소 → 의성 나들목
- 동명휴게소 → 군위휴게소 → 안동휴게소